# Antoine Le Grand
Antoine Le Grand (Douai, Países Bajos Españoles, 1629-Londres, 7 de agosto de 1699) filósofo cartesiano francés.
Entró en la orden de los Hermanos menores recoletos y estuvo relacionado con el Colegio inglés de Douai. 
Se doctoró en teología en la Universidad de Douai ciudad donde fue canonizado. Estuvo de misiones en Oxfordshire. Tuvo una vida de estudioso retirado y es conocido por ser el primero en simplificar a método escolástico la filosofía de Descartes.

## Obra
- Le Sage des Stoiques, ou l'Homme sans Passions. Selon les sentimens de Sénèque, La Haya, 1662
- Physica, Ámsterdam, 1664.
- L'Épicure Spirituel, ou l'Empire de la Volupté sur les Vertus, París,1669.
- Philosophia Veterum e mente Renati Descartes, more scholastico breviter digesta, Londres, 1671
- Historia Naturae, variis experimentis et ratiociniis elucidata, Londres, 1673
- Dissertatio de Carentia Senaûs et Cognitionis in Brutis,' Londres, 1675
- Apologia pro Renato Des-Cartes contra Samuelem Parkerum, Londres, 1679
- Curiosus Rerum Abditarum Naturaeq: Arcanorum Perscrutator, Frankfort y Nuremberg, 1681
- Historia Sacra a mundi exordio ad Constantini Magni imperium deducta, Londres, 1685.
- Missae Sacrificium neomystis succincte expositum, London, 1695.
- Dissertatio de ratione cognoscendi et appendix de mutatione formali, contra J. S. [John Sergeant] methodum sciendi, London, n.d.
- Historia Hieresiarcharum a Christo nato a usque tempora, Douay, 1729.